# Прапор Шахтарська
Міськи́й пра́пор Шахтарська — офіційний символ міста Шахтарська Донецької області. Затверджений 9 липня 2003 р. рішенням №IV/10-333 сесії міської ради.
Автор — Олександр Володимирович Борищук (м. Шахтарськ).

## Опис
У крижі теракотового прямокутного полотнища з відношенням сторін 2:3 дві рівні смужки блакитного і чорного кольорів, на яких жовте сонце, що сходить.